# Katalog Palomar

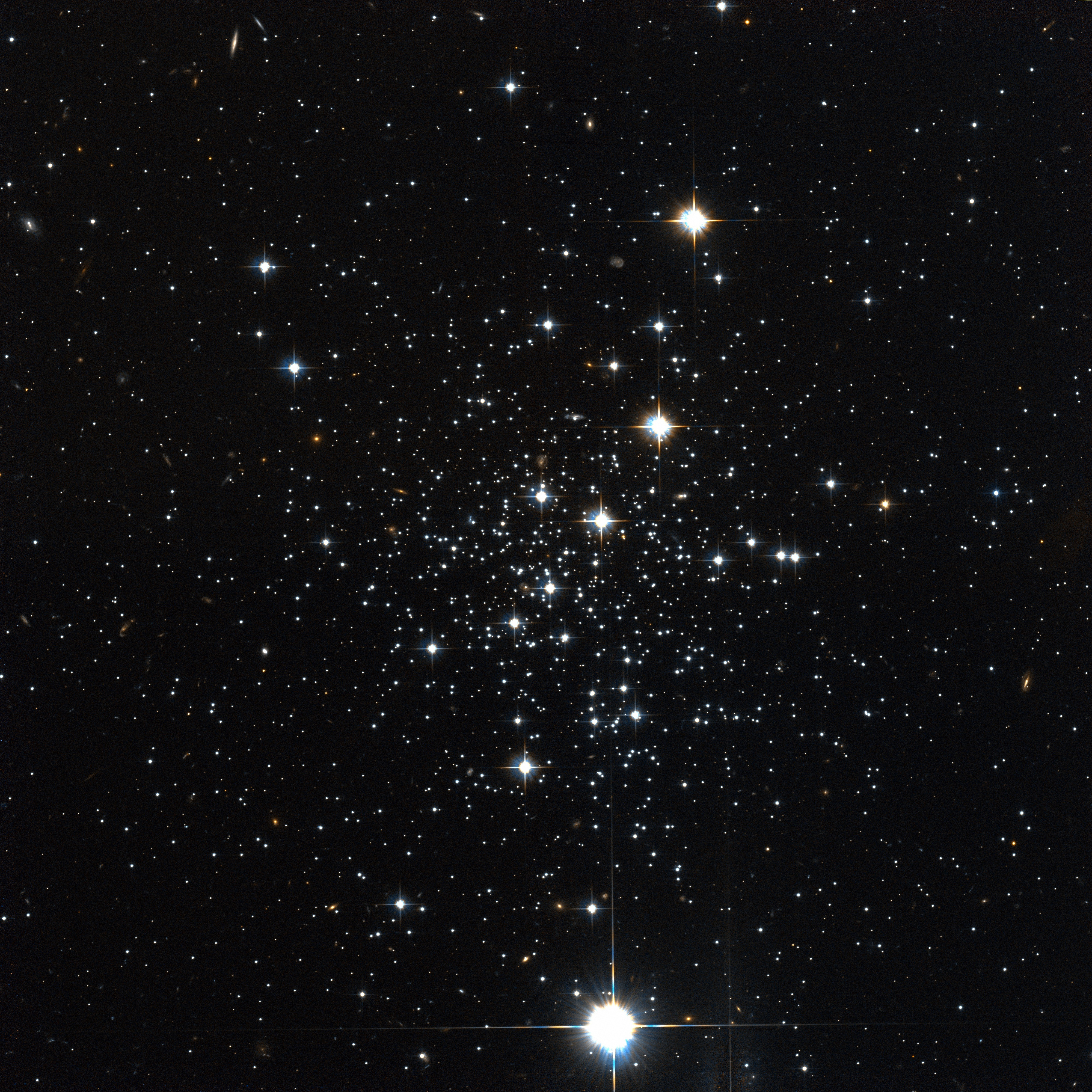
Gromada kulista Palomar 12 (HST)

Katalog Palomar – katalog astronomiczny zawierający 15 gromad kulistych odkrytych w programie Palomar Observatory Sky Survey w latach 50. XX wieku.
Kilka gromad kulistych Palomar, w tym Palomar 6, Palomar 7, Palomar 9, Palomar 10 i Palomar 11, jest w znacznym stopniu przesłoniętych przez pył naszej Galaktyki. Inne, w tym Palomar 3, Palomar 4 i Palomar 14, to olbrzymie gromady kuliste znajdujące się bardzo daleko na granicy zewnętrznego halo Drogi Mlecznej. Obiekty te są również bardzo zróżnicowane pod względem stopnia trudności obserwacji, od łatwych do prawie niemożliwych dla astronomii amatorskiej.

## Dane obserwacyjne
| Obiekt     | Gwiazdozbiór         | Rektascensja (J2000) | Deklinacja (J2000) | Wielkość gwiazdowa gromady | Wielkość gwiazdowa najjaśniejszych gwiazd | Rozmiar kątowy |
| ---------- | -------------------- | -------------------- | ------------------ | -------------------------- | ----------------------------------------- | -------------- |
| Palomar 1  | Cefeusz              | 03h 33m 23,0s        | +79° 34′ 50″       | 13,6                       | 16,3                                      | 2,8'           |
| Palomar 2  | Woźnica              | 04h 46m 05,8s        | 31° 22′ 55″        | 13,0                       | 18,8                                      | 2,2'           |
| Palomar 3  | Sekstant             | 10h 05m 31,4s        | 00° 04′ 17″        | 13,9                       | 18,0                                      | 1,6'           |
| Palomar 4  | Wielka Niedźwiedzica | 11h 29m 16,8s        | 28° 58′ 25″        | 14,2                       | 18,0                                      | 1,3'           |
| Palomar 5  | Wąż                  | 15h 16m 05,3s        | -00° 06′ 41″       | 11,8                       | 15,5                                      | 8,0'           |
| Palomar 6  | Wężownik             | 17h 43m 42,2s        | 26° 13′ 21″        | 11,6                       | b. d.                                     | 1,2'           |
| Palomar 7  | Wąż                  | 18h 10m 44,2s        | -07° 12′ 27″       | 10,3                       | 15,7                                      | 8,0'           |
| Palomar 8  | Strzelec             | 18h 41m 29,9s        | -19° 49′ 33″       | 10,9                       | 15,4                                      | 5,2'           |
| Palomar 9  | Strzelec             | 18h 55m 06,0s        | -22° 42′ 06″       | 8,4                        | 14,0                                      | 5,4'           |
| Palomar 10 | Strzała              | 19h 18m 02,1s        | +18° 34′ 18″       | 13,2                       | 18,0                                      | 4,0'           |
| Palomar 11 | Orzeł                | 19h 45m 14,4s        | -08° 00′ 26″       | 9,8                        | b. d.                                     | 10,0'          |
| Palomar 12 | Koziorożec           | 21h 46m 38,8s        | -21° 15′ 03″       | 11,7                       | 14,6                                      | 2,9'           |
| Palomar 13 | Pegaz                | 23h 06m 44,4s        | +12° 46′ 19″       | 13,8                       | 17,0                                      | 0,7'           |
| Palomar 14 | Herkules             | 16h 11m 04,9s        | +14° 57′ 29″       | 14,7                       | 17,6                                      | 2,5'           |
| Palomar 15 | Wężownik             | 16h 59m 51s          | -00° 32′ 31″       | 14,2                       | 17,1                                      | 3,0'           |